# Waleri Walerjewitsch Fjodorow

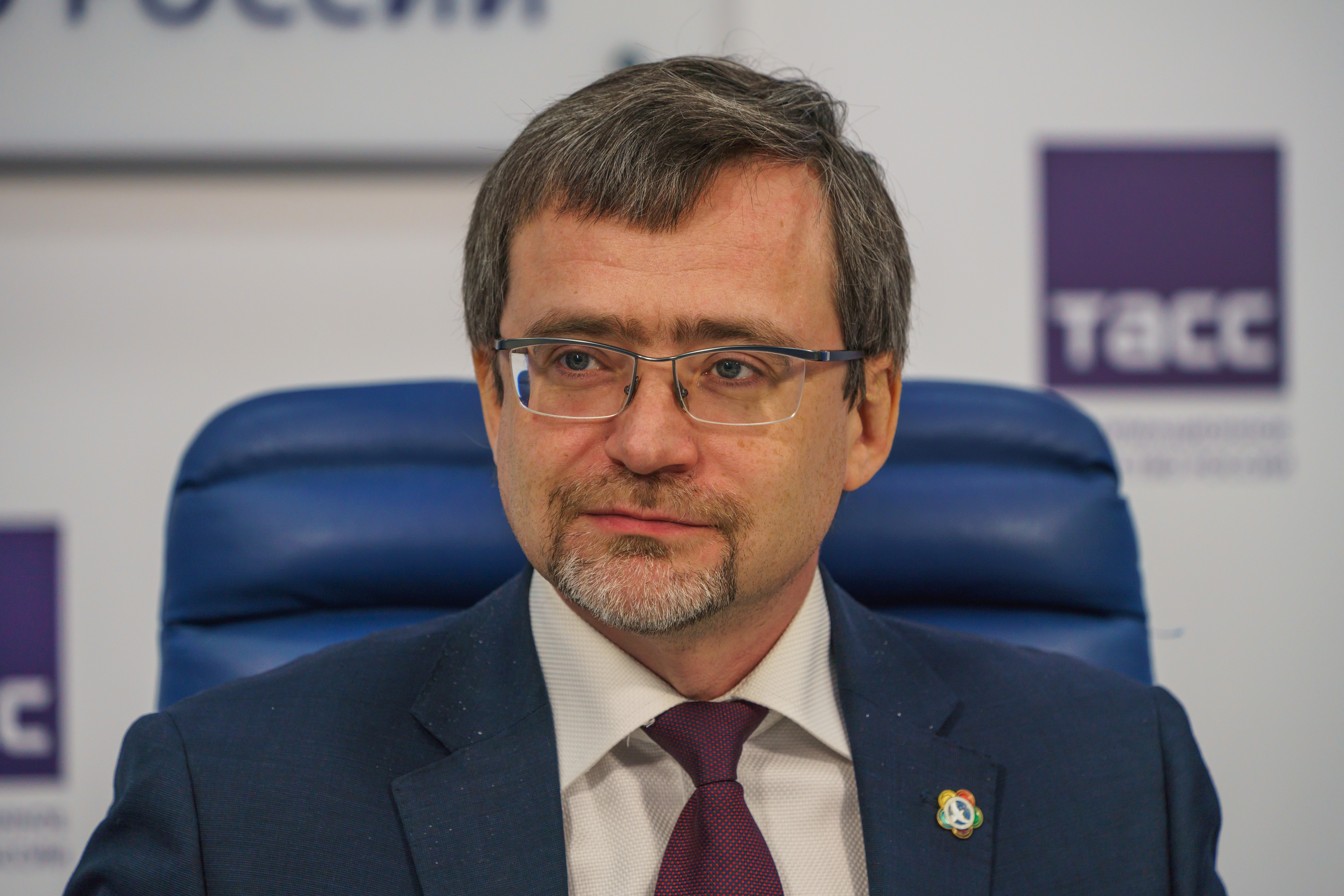
Waleri Walerjewitsch Fjodorow

Waleri Walerjewitsch Fjodorow (russisch Валерий Валерьевич Фёдоров; * 11. September 1974 in Kalinin) ist ein russischer Politologe.
Seit 2003 leitet er das staatliche Meinungsforschungsinstitut WZIOM.